# 永乐江
永乐江，河流名，发源于湖南省安仁县及永兴县交界处，流经湖南省永兴、安仁、攸县及衡南四县注入洣水，隶属湘江一级支流洣水一部分，全长160余公里，为安仁县内最大河流，当地人俗称“永乐江”。据传此流域明初时多水患灾难，后明成祖朱棣亲下御诏，根除水患，当地人感恩戴德，以其年号“永乐”为名，命名此河，从此延续至今。
永乐江水量充足，水源清澈，上游落差大，水力资源尤其丰富，现建有大石水电站等一系列中小型水电灌溉设施，造福沿岸。永乐江流域沿线农业发达，土沃民丰，是湘南地区的主要产粮区域，水稻产量及农副产品输出在湖南南部占据重要地位。